# フランツ・ライヒライトナー

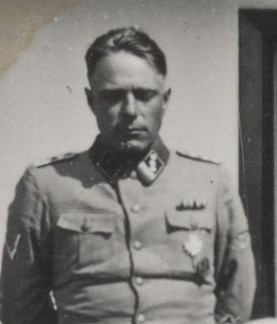
フランツ・ライヒライトナー

フランツ・ライヒライトナー（Franz Reichleitner、1906年12月2日‐1944年1月3日）は、ナチス・ドイツのソビボル強制収容所の所長を務めた人物

。親衛隊（SS）の隊員であり、最終階級は親衛隊大尉（SS-Hauptsturmführer）。

## 生涯
オーストリアのチロル出身。リンツでドイツのゲシュタポ工作員となり、1936年に正式にナチス党に入党した（党員番号6,369,213）。さらに1937年に親衛隊員となった（隊員番号357,065）。オーストリア併合後、リンツ近くのアルコーフェン・ハルトハイム城（ドイツ語: das Schloß Hartheim）のハルトハイム安楽死センター（die (NS-)Tötungsanstalt Hartheim, 英語: Hartheim Euthanasia Centre）で障害者の安楽死計画に携わった。
1942年9月にハルトヘイム時代の同僚だったフランツ・シュタングルの後任としてソビブル強制収容所所長に就任した。1943年2月12日には親衛隊全国指導者ハインリヒ・ヒムラーがソビブルを視察しており、その際に親衛隊大尉に昇進した。ライヒライトナーはやはりハルトハイム時代の同僚だった親衛隊曹長グスタフ・ワグナーを重用して彼に囚人たちに激しい迫害を加えさせてシュタングル以上に厳しく収容所を支配した。彼の管理下で何万というユダヤ人が死亡した。
1943年10月14日、ソビブルで囚人の大脱走があったが、この日はライヒライトナーとワグナーが休暇で収容所を離れていた日を狙ったものでライヒライトナーはいなかった。しかしこの騒ぎの責任を取らされ、ソビブル強制収容所は閉鎖、ライヒライトナーはイタリアのパルチザン掃討の任務に送られた。そして1944年1月にパルチザンにより殺害された。

## 演じた人物
ソビブルの囚人の大脱走を描いた映画「脱走戦線 ソビボーからの脱出（Escape from Sobibor）」（1987年英国）ではエリック・ｐ・キャスパー(en:Eric P. Caspar)が所長ライヒライトナーを演じた。